# Liste der Lieder von Atomic Kitten
Die Liste der Lieder der britischen Pop-Girlgroup Atomic Kitten enthält alle 81 veröffentlichten Songs aus den Jahren 1999 bis 2021.

## #
| # | Titel                                               | Autoren                     | Album                       | Jahr |
| - | --------------------------------------------------- | --------------------------- | --------------------------- | ---- |
| 1 | (I Wanna Be) Like Other Girls Soundtrack zu Mulan 2 | Alexa Junge, Jeanine Tesori | Mulan II (Soundtrack-Album) | 2005 |

## A
| # | Titel | Autoren                                                                                             | Album                                                              | Jahr |
| - | --- | --------------------------------------------------------------------------------------------------- | ------------------------------------------------------------------ | ---- |
| 1 | All The Right Things Demoversion von I Want Your Love                                                       | Andy McCluskey, Jimi Cauty, Stuart Kershaw, Jerome Moross, Ricky Lyte, Bill Drummond, Liz McClarnon | Right Now (Japanese Edition)                                       | 2000 |
| 2 | All Together Now (Strong Together) Erschien als Single; mit Goleo VI; Cover von The Farm’s All Together Now | Peter Hooton, Steve Grimes                                                                          | Goleo VI Presents His 2006 FIFA World Cup Hits (Kompilationsalbum) | 2006 |
| 3 | Always Be My Baby                                                                                           | Eliot Kennedy, Gary Barlow, Liz McClarnon, Tim Woodcock                                             | Ladies Night                                                       | 2003 |
| 4 | Anyone Who Had a Heart Erschien als Download-Single; Cover von Cilla Black                                  | Burt Bacharach, Hal David                                                                           | Liverpool – The Number Ones Album (Kompilationsalbum)              | 2008 |

## B
| # | Titel                                                                 | Autoren                                        | Album         | Jahr |
| - | --------------------------------------------------------------------- | ---------------------------------------------- | ------------- | ---- |
| 1 | Baby Don’t U Hurt Me                                                  | Tom Nichols, Ben Chapman, Jenny Frost          | Feels So Good | 2002 |
| 2 | Be with You Erschien als Single; Cover von ELO’s Last Train to London | Jeff Lynne, M. Foster, Tracy Carmen, G. Wilson | Ladies Night  | 2002 |
| 3 | Believer                                                              | Billy Steinberg, Jennie Lofgren, Rick Nowels   | Ladies Night  | 2003 |
| 4 | Bye Now                                                               | Andy McCluskey, M. Foster, Stuart Kershaw      | Right Now     | 2000 |

## C
| # | Titel                           | Autoren                        | Album                                                  | Jahr |
| - | ------------------------------- | ------------------------------ | ------------------------------------------------------ | ---- |
| 1 | Cradle Soundtrack zu Maybe Baby | Andy McCluskey, Stuart Kershaw | Right Now                                              | 2000 |
| 2 | Cradle 2005 Erschien als Single | Andy McCluskey, Stuart Kershaw | Access All Areas: Remixed & B-Side (Kompilationsalbum) | 2005 |

## D
| # | Titel                                                                                                  | Autoren                                                                              | Album                                            | Jahr |
| - | --- | ------------------------------------------------------------------------------------ | ------------------------------------------------ | ---- |
| 1 | Dancing in the Street B-Seite auf The Tide Is High (Get the Feeling); Cover von Martha & the Vandellas | Ivy Jo Hunter, Marvin Gaye, William „Mickey“ Stevenson                               | The Collection (Kompilationsalbum)               | 2002 |
| 2 | Daydream Believer Bonustrack; Cover der Monkees                                                        | John Stewart                                                                         | Right Now (Japanese Edition)                     | 2000 |
| 3 | Do What You Want                                                                                       | Stuart Kershaw, Andy McCluskey                                                       | Right Now                                        | 2000 |
| 4 | Don’t Call Me Baby Cover von Madison Avenue                                                            | Andy Van Dorsselaer, Cheyne Coates, Duane Morrison, Giuseppe Chierchia               | The Polyester Embassy (Album von Madison Avenue) | 2003 |
| 5 | Don’t Go Breaking My Heart                                                                             | Dominic Thrupp, Jenny Frost, Mark Ralph, Paul Olawoyin, Paul Wright, Theeyazan Ahmed | Ladies Night                                     | 2003 |
| 6 | Don’t Let Me Down                                                                                      | Ash Howes, Jenny Frost, Martin Harrington                                            | Ladies Night                                     | 2003 |
| 7 | Don’t Tell Me Now B-Seite auf Follow Me                                                                | David Garnish, Liz McClarnon                                                         | Non Album Track                                  | 2000 |
| 8 | Don’t You Know                                                                                         | Ash Howes, Martin Harrington, Rob Davis                                              | Ladies Night                                     | 2003 |

## E
| # | Titel | Autoren                                               | Album        | Jahr |
| - | --- | ----------------------------------------------------- | ------------ | ---- |
| 1 | Eternal Flame Erschien als Single; Cover der Bangles; Soundtrack zu Das B-Team: Beschränkt und auf Bewährung | Billy Steinberg, Tom Kelly, Susanna Hoffs             | Right Now    | 2001 |
| 2 | Everything Goes Around                                                                                       | Anthony Griffiths, Christopher Griffiths, Jenny Frost | Ladies Night | 2003 |

## F
| # | Titel                                            | Autoren                                                          | Album                                                  | Jahr |
| - | ------------------------------------------------ | ---------------------------------------------------------------- | ------------------------------------------------------ | ---- |
| 1 | Feels So Good B-Seite auf If You Come to Me      | Kylie Minogue, Steve Anderson                                    | Feels So Good                                          | 2002 |
| 2 | Follow Me Erschien als Single                    | Steve Robson, Dawn Joseph, Lucy Abbott, Sara Eker, Peter Kearney | Right Now                                              | 2000 |
| 3 | For Once in My Life B-Seite auf The Last Goodbye | Tom Nichols, Ben Chapman, Natasha Hamilton                       | Access All Areas: Remixed & B-Side (Kompilationsalbum) | 2002 |

## G
| # | Titel | Autoren                               | Album | Jahr |
| - | --- | ------------------------------------- | --- | ---- |
| 1 | Get Real | Andy McCluskey, Stuart Kershaw        | Right Now | 2000 |
| 2 | Good Times Bonustrack | Tom Nichols, Ben Chapman, Jenny Frost | Ladies Night (Japanese Edition)                                                                                   | 2004 |
| 3 | Good Vibrations Als Teil des Konzerts Party at the Palace; Brian Wilson feat. Atomic Kitten, Emma Bunton & Cliff Richard; Cover der Beach Boys | Brian Wilson, Mike Love               | Party at the Palace – The Queen’s Concerts, Buckingham Palace (Live-Album; Mitschnitt des gleichnamigen Konzerts) | 2002 |

## H
| # | Titel                           | Autoren                        | Album                                        | Jahr |
| - | ------------------------------- | ------------------------------ | -------------------------------------------- | ---- |
| 1 | Hippy                           | Andy McCluskey, Stuart Kershaw | Right Now                                    | 2000 |
| 2 | Holiday B-Seite auf Whole Again | Andy McCluskey, Stuart Kershaw | The Essential Collection (Kompilationsalbum) | 2001 |

## I
| # | Titel | Autoren                                                                                             | Album                            | Jahr |
| - | --- | --------------------------------------------------------------------------------------------------- | -------------------------------- | ---- |
| 1 | I Want Your Love Erschien als Single | Andy McCluskey, Jimi Cauty, Stuart Kershaw, Jerome Moross, Ricky Lyte, Bill Drummond, Liz McClarnon | Right Now                        | 2000 |
| 2 | I Wish It Could Be Christmas Everyday Erschien als Download-Single; als Teil der 2013er-Ausgabe der britischen Fernsehshow The Big Reunion, mit der weiteren Besetzung: Five, 911, Honeyz, B*Witched, Liberty X und Blue; Cover von Wizzard | Roy Wood                                                                                            | Wizzard Brew (Album von Wizzard) | 2013 |
| 3 | I Won’t Be There | Eliot Kennedy, Gary Barlow, Natasha Hamilton, Tim Woodcock                                          | Ladies Night                     | 2003 |
| 4 | If You Come to Me Erschien als Single | Julian Gallagher, Martin Harrington, Ash Howes, Sharon Murphy, Richard Biff Stannard                | Ladies Night                     | 2003 |
| 5 | It’s OK! Erschien als Single | Mikkel SE, Tor Erik Hermansen, Hallgeir Rustan                                                      | Feels So Good                    | 2002 |

## K
| # | Titel                                                                                               | Autoren                  | Album                           | Jahr |
| - | --------------------------------------------------------------------------------------------------- | ------------------------ | ------------------------------- | ---- |
| 1 | Kids in America Exklusiv für den Auftritt in Belfast während ihrer 2002er-Tour; Cover von Kim Wilde | Marty Wilde, Ricky Wilde | Kim Wilde (Album von Kim Wilde) | 2002 |

## L
| # | Titel | Autoren                                                                  | Album                                            | Jahr |
| - | --- | ------------------------------------------------------------------------ | ------------------------------------------------ | ---- |
| 1 | Ladies Night Erschien als Single; feat. Kool & the Gang; Cover von Kool & the Gang Soundtrack zu Bekenntnisse einer Highschool-Diva | Kool & the Gang, Ronald Bell                                             | Ladies Night                                     | 2003 |
| 2 | Last Christmas Als Teil der britischen Fernsehshow Pop Goes Christmas; Cover von Wham!                                              | George Michael                                                           | Music from the Edge of Heaven (Album von Wham!)  | 2001 |
| 3 | Live and Let Die Als Teil der britischen Fernsehshow Songs of Bond; Cover von Wings                                                 | Paul McCartney, Linda McCartney                                          | Live and Let Die (Soundtrack-Album)              | 2002 |
| 4 | Locomotion B-Seite auf Whole Again; Cover von Little Eva’s The Loco-Motion; Soundtrack zu Thomas, die fantastische Lokomotive       | Gerry Goffin, Carole King                                                | Thomas and the Magic Railroad (Soundtrack-Album) | 2000 |
| 5 | Love Doesn’t Have to Hurt Erschien als Single                                                                                       | Billy Steinberg, Tom Kelly, Susanna Hoffs                                | Feels So Good                                    | 2002 |
| 6 | Love Won’t Wait | Alex von Soos, Rob Davis                                                 | Feels So Good                                    | 2002 |
| 7 | Loving You Cover von Kristine W | Johnny Pedersen, Karsten Dahlgaard, Maria Christensen, Vincent Degiorgio | Ladies Night                                     | 2003 |

## M
| # | Titel                                                                                         | Autoren                  | Album                                                  | Jahr |
| - | --------------------------------------------------------------------------------------------- | ------------------------ | ------------------------------------------------------ | ---- |
| 1 | Macavity Als Teil des Konzerts Showtime At The Stadium; Cover des Musicals Cats               | T. S. Eliot              | Non Album Track                                        | 2001 |
| 2 | Maybe I’m Right                                                                               | Rob Davis, Liz McClarnon | Feels So Good                                          | 2002 |
| 3 | Merry Christmas Everyone Als Teil der britischen Fernsehshow CD:UK; Cover von Shakin’ Stevens | Bob Heatlie              | The Collection (Kompilationsalbum von Shakin’ Stevens) | 2003 |
| 4 | My Guy Als Teil der britischen Fernsehshow The Frank Skinner Show; Cover von Mary Wells       | Smokey Robinson          | Mary Wells Sings My Guy (Album von Mary Wells)         | 2002 |

## N
| # | Titel | Autoren                                | Album                                   | Jahr |
| - | --- | -------------------------------------- | --------------------------------------- | ---- |
| 1 | Never Get Over You                                                                                                 | Liz McClarnon, Rob Davis               | Ladies Night                            | 2003 |
| 2 | Nobody Does It Better Als Teil der britischen Fernsehshow Songs of Bond; mit Russell Watson; Cover von Carly Simon | Carole Bayer Sager, Marvin Hamlisch    | The Spy Who Loved Me (Soundtrack-Album) | 2002 |
| 3 | No One Loves You (Like I Love You)                                                                                 | Andy McCluskey, Liz McClarnon          | Feels So Good                           | 2002 |
| 4 | Nothing in the World                                                                                               | Karen Poole, Steve Robson, Troy Verges | Ladies Night                            | 2003 |

## O
| # | Titel | Autoren                     | Album                                   | Jahr |
| - | --- | --------------------------- | --------------------------------------- | ---- |
| 1 | One Love Als Teil des Konzerts The Pepsi Silver Clef Concert; mit Blue, Girls Aloud, Javine und Big Brovaz; Cover der Wailers | Bob Marley, Curtis Mayfield | The Wailing Wailers (Album der Wailers) | 2003 |

## R
| # | Titel | Autoren                                  | Album                                                  | Jahr |
| - | --- | ---------------------------------------- | ------------------------------------------------------ | ---- |
| 1 | Real Life B-Seite auf Follow Me | Andy McCluskey, Jan Carr, Stuart Kershaw | Right Now (Japanese Edition)                           | 2000 |
| 2 | Right Now Erschien als Debütsingle; Soundtrack zu Party Animals – Wilder geht’s nicht!                                                                      | Andy McCluskey, Stuart Kershaw           | Right Now                                              | 1999 |
| 3 | Right Now 2004 Erschien als Doppel-A-Seiten-Single; Soundtrack zu Aquamarin – Die vernixte erste Liebe                                                      | Andy McCluskey, Stuart Kershaw           | The Greatest Hits (Kompilationsalbum)                  | 2004 |
| 4 | Rockin’ Around the Christmas Tree Exklusiv für die Christmas Party Tour der 2013er-Ausgabe der britischen Fernsehshow The Big Reunion; Cover von Brenda Lee | Johnny Marks                             | Merry Christmas from Brenda Lee (Album von Brenda Lee) | 2013 |

## S
| #  | Titel                                                                                                | Autoren                                                                    | Album                                                     | Jahr |
| -- | --- | -------------------------------------------------------------------------- | --------------------------------------------------------- | ---- |
| 1  | See Ya Erschien als Single; Soundtrack zu Girls United                                               | Andy McCluskey, Stuart Kershaw, Liz McClarnon                              | Right Now                                                 | 2000 |
| 2  | Ser tu Pasión, Eres mi Obsesión Bonustrack; spanische Version von The Tide Is High (Get the Feeling) | John Holt, Bill Padley, Jeremy Godfrey, Howard Barrett, Tyrone Evans       | The Greatest Hits (Spanish Version) (Kompilationsalbum)   | 2002 |
| 3  | Shame, Shame, Shame Lulu feat. Atomic Kitten; Cover von Shirley & Company                            | Sylvia Robinson                                                            | Together (Album von Lulu)                                 | 2002 |
| 4  | So Hot                                                                                               | Tom Nichols, Ben Chapman, Jenny Frost                                      | Feels So Good                                             | 2002 |
| 5  | So Right B-Seite auf If You Come to Me                                                               | Ciaron Bell, Dave James, Natasha Hamilton                                  | Access All Areas: Remixed and B-Sides (Kompilationsalbum) | 2003 |
| 6  | Softer the Touch                                                                                     | Simon Tauber                                                               | Feels So Good                                             | 2002 |
| 7  | Somebody B-Seite auf Ladies Night                                                                    | Eliot Kennedy, Gary Barlow, Natasha Hamilton, Tim Woodcock                 | Access All Areas: Remixed and B-Sides (Kompilationsalbum) | 2003 |
| 8  | Somebody like You                                                                                    | Ciaron Bell, Liz McClarnon                                                 | Ladies Night                                              | 2003 |
| 9  | Someone like Me Erschien als Doppel-A-Seiten-Single                                                  | Ciaron Bell, Liz McClarnon                                                 | Ladies Night                                              | 2003 |
| 10 | Something Spooky B-Seite auf Right Now; Titelsong zur BBC-Serie Belfry Witches                       | Greg Morrison, Kirsten Morrison, Stuart Kershaw                            | The Essential Collection (Kompilationsalbum)              | 1999 |
| 11 | Strangers                                                                                            | Andy McCluskey, Stuart Kershaw                                             | Right Now                                                 | 2000 |
| 12 | Southgate You're the One (Football's Coming Home Again) Erschien als Single                          | Andy McCluskey, Stuart Kershaw, Bill Padley, Jeremy Godfrey, Liz McClarnon | Non Album Track                                           | 2021 |

## T
| # | Titel | Autoren                                                                                  | Album                     | Jahr |
| - | --- | ---------------------------------------------------------------------------------------- | ------------------------- | ---- |
| 1 | The Last Goodbye Erschien als Single                                                                                                | Espen Lind, Mikkel SE, Tor Erik Hermansen, Hallgeir Rustan, Peter Björklund, Daniel Poku | Feels So Good             | 2002 |
| 2 | The Moment You Leave Me | Andy McCluskey, Stuart Kershaw, Liz McClarnon                                            | Feels So Good             | 2002 |
| 3 | The Tide Is High (Get the Feeling) Erschien als Single; Cover von The Paragons’ The Tide Is High; Soundtrack zu Popstar auf Umwegen | John Holt, Bill Padley, Jeremy Godfrey, Howard Barrett, Tyrone Evans                     | Feels So Good             | 2002 |
| 4 | The Way That You Are | Ciaron Bell, Natasha Hamilton                                                            | Feels So Good             | 2002 |
| 5 | Ticket to Ride Als Teil der britischen Fernsehshow Recovered; Cover der Beatles                                                     | Lennon/McCartney                                                                         | Help! (Album der Beatles) | 2003 |
| 6 | Tomorrow and Tonight | Andy McCluskey, Stuart Kershaw, Ray Ruffin                                               | Right Now                 | 2001 |
| 7 | True Friends B-Seite auf It’s OK! (Kassette)                                                                                        | David Garnish, Jenny Frost, Liz Winstanley                                               | Non Album Track           | 2002 |
| 8 | Turn Me On Soundtrack zu Party Animals – Wilder geht’s nicht!                                                                       | Andy McCluskey, Stuart Kershaw                                                           | Right Now                 | 2000 |

## U
| # | Titel                                                      | Autoren                                      | Album                              | Jahr |
| - | ---------------------------------------------------------- | -------------------------------------------- | ---------------------------------- | ---- |
| 1 | Use Your Imagination B-Seite auf Love Doesn't Have to Hurt | David Garnish, Liz McClarnon, Liz Winstanley | The Collection (Kompilationsalbum) | 2003 |

## W
| # | Titel | Autoren                                                     | Album                               | Jahr |
| - | --- | ----------------------------------------------------------- | ----------------------------------- | ---- |
| 1 | Walking on the Water                                                                                     | Andy McCluskey, Stuart Kershaw                              | Feels So Good                       | 2002 |
| 2 | We Will Rock You Als Teil des Telethons Children in Need; mit Mis-Teeq und Shane Richie; Cover von Queen | Brian May                                                   | News of the World (Album von Queen) | 2003 |
| 3 | Whole Again Erschien als Single                                                                          | Andy McCluskey, Stuart Kershaw, Bill Padley, Jeremy Godfrey | Right Now                           | 2001 |
| 4 | Wild B-Seite auf Someone like Me / Right Now 2004                                                        | Tom Nichols, Ben Chapman, Jenny Frost                       | Non Album Track                     | 2004 |

## Y
| # | Titel                       | Autoren                                            | Album     | Jahr |
| - | --------------------------- | -------------------------------------------------- | --------- | ---- |
| 1 | You Are Erschien als Single | Steve Mac, Wayne Hector, Paul Gendler, Ali Tennant | Right Now | 2001 |